# Birkenstock

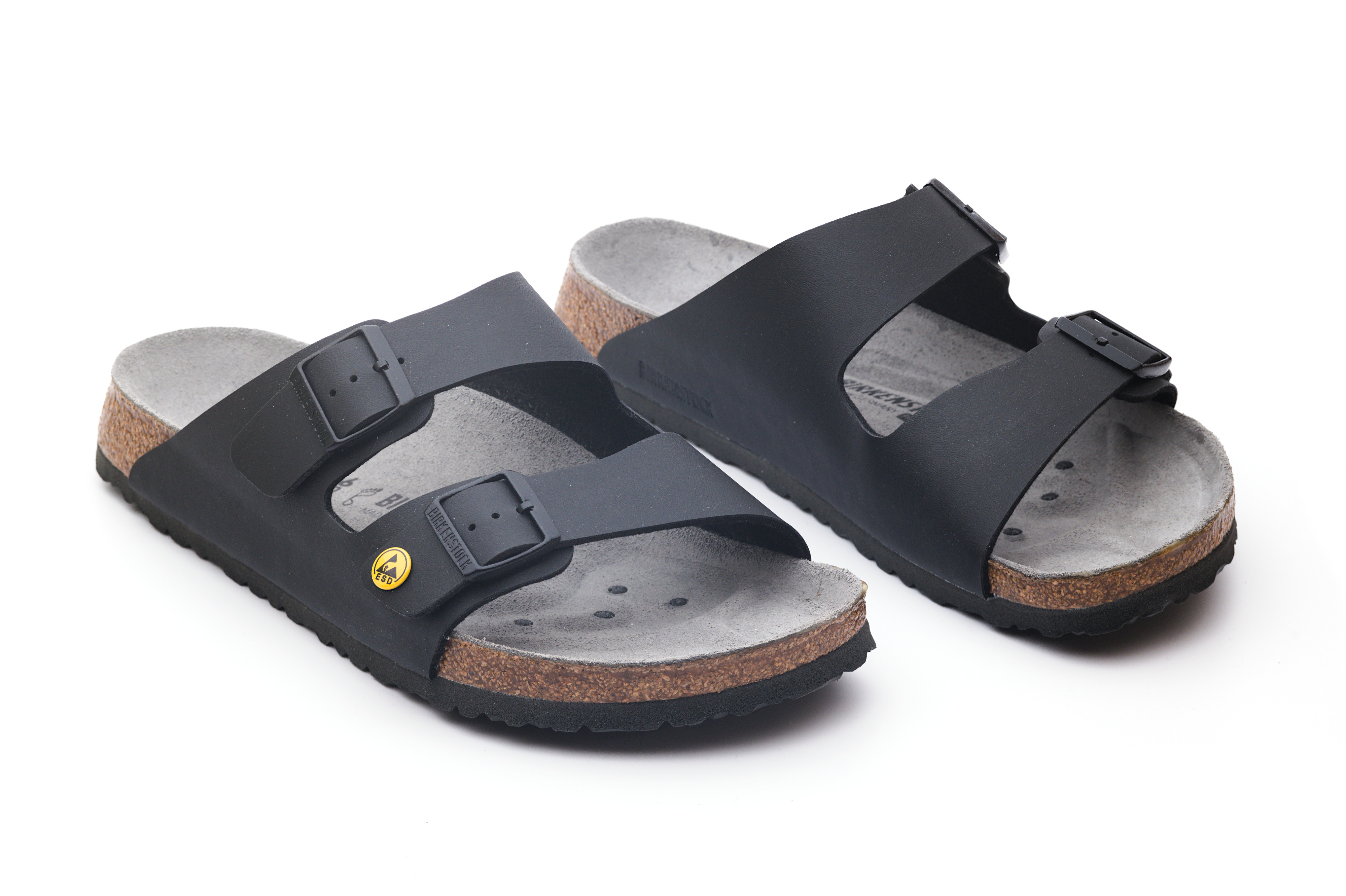
Сандалі Birkenstock Arizona

Birkenstock – німецький виробник взуття зі штаб-квартирою в Лінц-ам-Райн. Компанія відома в усьому світі завдяки сандалям Birkenstock.

## Історія
Історія Birkenstock починається у 1774 році з першої документальної згадки про майстра-шевця Йоганнеса Біркенштока (1749–1812) у маленькому гессенському містечку Ланген-Бергхайм у районі Майн-Кінціг. Конрад Біркеншток, онук засновника компанії, який також був майстром взуття, у 1896 році відкрив у Франкфурті-на-Майні майстерню ортопедичного взуття та почав виробляти устілки. У 1897 році він заснував "Konrad Birkenstock GmbH". 
У Фрідберзі (Гессен) Конрад придбав миловарну фабрику Derfeltsche у 1925 році та розширив виробництво. Будучи майстром ортопедичного взуття, Біркеншток винайшов повністю пластикову гнучку устілку в 1902 році. У 1914 році його устілки вперше були визнані ортопедичними засобами. У 1925 році Конрад Біркеншток зміг зареєструвати торгову марку «Footbed» для своїх устілок. Наступником Конрада Біркенштока став його старший син Карл (1900 р.н.) під час Першої світової війни. Він продовжував розробляти устілки свого батька і керував власним бізнесом у Відні з 1923 по 1926 рік.
У 1940 році Карл Біркеншток приєднався до НСДАП. Компанія продовжувала продавати устілки до 1943 року. За часів націонал-соціалізму компанії родини Біркеншток не наймали примусових робітників. В компанії "Birkenstock GmbH у Штайнгуде" - в епоху націонал-соціалізму працювало 13 осіб, шестеро з яких були призвані до Вермахту. Незважаючи на те, що Карл час від часу намагався продати свою продукцію Третьому Райху, між Біркенштоком і вермахтом, партією чи її організаціями не було укладено контрактів на постачання. Продажі в епоху націонал-соціалізму здійснювалися приватним особам. 
Після 1945 року Карл Біркеншток продовжив поширювати ідею здорового взуття, яке він уже виготовляв вручну у своїй новій штаб-квартирі в Бад-Гоннефі поблизу Бонна. У 1954 році єдиний син Карла, теж Карл, приєднався до компанії свого батька. У 1962 році Карлу Біркенштоку молодшому вдалося зробити здорове взуття для масового виробництва завдяки винаходу стандартизованої стаціонарної устілки анатомічної форми. 
У 1963 році Карл випустив на ринок першу модель «Original Birkenstock sandal footbed», модель «Madrid», і таким чином заклав основу для розширення компанії у 1970-ті роки. В Німеччині босоніжки Birkenstock стали популярними в 1960-х – у альтернативних і мирних рухах, а потім також у домогосподарствах «середнього класу» як взуття для відпочинку.
Birkenstock також продовжував розвиватися в плані продукції: сандалі «Arizona» вийшли на ринок у 1973 році, а модель «Boston» — у 1976 році, обидві моделі залишаються одними з найпопулярніших і найуспішніших продуктів компанії Birkenstock донині. У 1983 році Birkenstock випустив свої перші босоніжки ремінці, в тому числі модель «Gizeh». 
З 1990-х років місцем розташування був Феттельшос у північній землі Рейнланд-Пфальц поблизу Бад-Гоннефа. На сьогоднішній день виробничі підприємства компанії розташовані в Занкт-Катарінен, Бернштадт, Герліц  і Штайнау. З вересня 2023 року виробництво також відбувається в Пасевальку.

## Маркетинг
З початку 2000-х почалися цілеспрямовані колаборації з міжнародними модними брендами, це робилося в тому числі для того щоб зруйнувати стереотип про «зручні босоніжки для хіпі». У 2012 році тодішній креативний директор Céline, Фібі Філо, випустила на подіум моделей у босоніжках, створених за зразком Birkenstock Arizonas.
Виробник створив лінію взуття ексклюзивно для Валентіно Гаравані та взяв акторку Френсіс Мак-Дорманд як амбасадора бренду, яка вийшла на  вручення премії «Оскар» у 2019 році в цих ексклюзивних сандалях. Крім того, у 2018 році компанія співпрацювала з Королівською порцеляновою мануфактурою в Берліні з Dior і дизайнером Маноло Бланіком у 2022 році. Босоніжки Birkenstock також кілька разів фігурували в найкасовішому фільмі світу 2023 року «Барбі» режисера Грети Гарвік.